# Bimyō Yamada
Bimyō Yamada (山田 美妙 Yamada Bimyō?,  Kanda, Prefectura de Tokio, 25 de agosto de 1868 - Ciudad de Tokio, Japón, 24 de octubre de 1910), cuyo verdadero nombre era Taketarō Yamada (山田 武太郎 Yamada Taketarō?), fue un novelista japonés.
Jim Reichert, autor de Yamada Bimyō: Historical Fiction and Modern Love, escribió que Yamada fue "uno de los reformadores literarios más influyentes de la década de 1880" que tuvo "un papel instrumental" en la producción del rekishi shōsetsu, la forma moderna de una novela histórica japonesa. Según Reichert, durante la década de 1880 el público percibió que Yamada "estaba a la vanguardia del movimiento de reforma literaria, ofreciendo una estrategia nueva y emocionante para reformar la literatura japonesa".
Louis Frédéric, autor de la Japan Encyclopedia, escribió que Yamada fue, junto con Kōda Rohan, "uno de los autores más representativos" de la primera escuela moderna de literatura que apareció en la era Meiji de Japón.

## Biografía

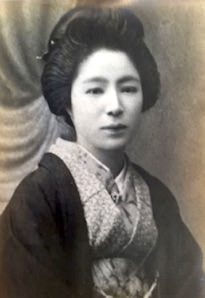
Inabune Tazawa.

Yamada nació el 25 de agosto de 1868 en Kanda, prefectura de Tokio. En su juventud formó parte de Kenyūsha, una revista literaria establecida en febrero de 1885 junto con Kōyō Ozaki, Shian Ishibashi y Kyūka Maruoka.
En diciembre de 1895, Yamada contrajo matrimonio con la también escritora Inabune Tazawa después de que esta viajase a Tokio para encontrarse con él. En aquel momento, la situación financiera de Yamada era bastante precaria, mientras que la familia de Tazawa era rica. Yukiko Tanaka, autora de Women Writers of Meiji and Taisho Japan: Their Lives, Works and Critical Reception, 1868-1926, afirmó que el matrimonio no se habría producido si sus problemas financieros no existieran. Durante el matrimonio, Yamada tuvo relaciones con otras mujeres. Yamada le dijo a su amigo Ozaki, quien criticaba sus aventuras extramatrimoniales, que las relaciones eran para mejorar sus habilidades artísticas. El matrimonio atrajo el escrutinio de la prensa y después de tres meses, Yamada y Tazawa se divorciaron, con Tazawa viéndose obligada a regresar al hogar de sus padres. 
Después del divorcio, las relaciones de Yamada con sus colegas en algún momento se deterioraron. La exesposa de Yamada murió en 1896 y muchos periódicos informaron erróneamente que se había suicidado. Melek Ortabasi, autor de "Tazawa Inabune (1874-1896)", escribió que la muerte de Tazawa terminó la carrera de Yamada "en su gran mayoría", porque este recibió críticas por cómo había tratado a su esposa.
Yamada murió el 24 de octubre de 1910 a la edad de 42 años. En el momento de su muerte se encontraba aún en una situación económica precaria. En 2006, Reichert declaró que Yamada se había "desvanecido en relativa oscuridad".

## Estilo de escritura
Tomi Suzuki escribió que el estilo de escritura de Yamada "estaba de hecho lejos de los idiomas hablados de la época". Yamada favorecía el genbun-itchi (言文一致), es decir, unificar lenguaje hablado y escrito, y también usaba características de la literatura occidentales, incluyendo diferentes personas gramaticales, elipses, voz pasiva, personificación y estilos de tiempo occidental. 

## Obras
- Shōnen Sugata (1885-1886) - Una colección de poemas[2]
- Musashino (武蔵野, 1887) - Impreso por primera vez en los números de noviembre y diciembre de la Yomiuri Shimbun.
- Kochō (1889)[2]
- Genbun-itchi ron gairyaku (1889)
- Josō no tantei (女装の探偵, 1902)
- Chi no namida (地の涙, 1903)
- Shōsetsu hane neke tori (小説・羽ぬけ鳥, 1903)
- Sabigatana (さびがたな, 1903)
- Bakin no bunsho ryakuhyo